# Amphipsylla montana
Amphipsylla montana är en loppart som beskrevs av Anatol I. Argyropulo 1946. Amphipsylla montana ingår i släktet Amphipsylla och familjen smågnagarloppor. Inga underarter finns listade i Catalogue of Life.